# Gouvernement Kiew

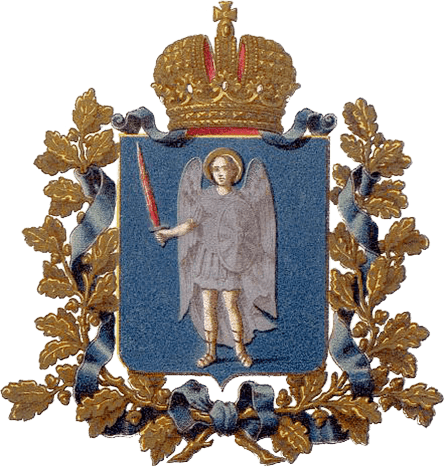
Wappen des Gouvernements

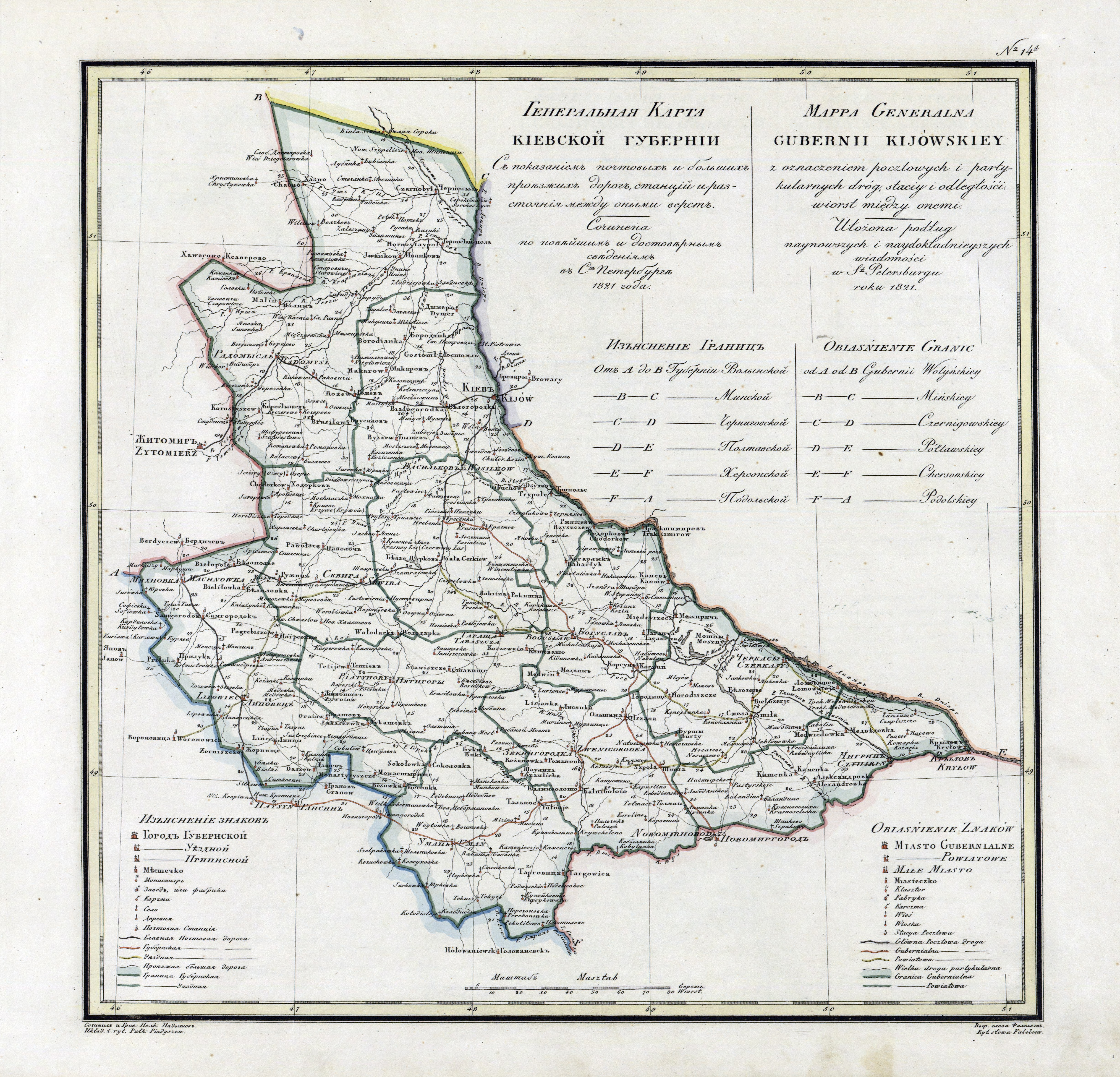
Karte aus 1822 (Russisch-Polnisch)

Das Gouvernement Kiew (russisch Киевская губерния/Kiewskaja gubernija) war eine Verwaltungseinheit im Russischen Kaiserreich, auf dem Gebiet der heutigen Ukraine. Es gehörte zum Generalgouvernement Kiew und grenzte an folgende Gouvernements (von Norden im Uhrzeigersinn): Minsk, Tschernigow, Poltawa, Cherson, Podolien, Wolhynien.
Es umfasste zuletzt 50.999,5 km², Hauptstadt war Kiew.
Das Gouvernement gehört zu den acht ursprünglichen von Peter dem Großen gegründeten Gouvernements. Es reichte in der ersten Phase weit in die östliche Ukraine und nach Südrussland, während die westlicheren Gebiete damals noch zu Polen-Litauen gehörten. 1781 verkleinert und in eine Statthalterschaft umgewandelt, bekam es nach der Dritten Polnischen Teilung 1796 seine spätere Form, indem es Teilungsgebiete erhielt und dafür auf das Westufer des Dnepr beschränkt wurde. Aufgelöst wurde es 1925 im Zuge der territorialen Reformen nach der Gründung der Ukrainischen Sowjetrepublik.
Um 1900 war das Gouvernement in zwölf Ujesdy (Kreise) eingeteilt:
- Berditschew (ukrainisch Berdytschiw)
- Kanew (ukrainisch Kaniw)
- Kiew
- Lipowez (ukrainisch Lypowez)
- Radomyschl
- Skwira (ukrainisch Skwyra)
- Swenigorodka (ukrainisch Swenyhorodka)
- Taraschtscha
- Tscherkassy
- Tschigirin (ukrainisch Tschyhyryn)
- Uman
- Wassilkow (ukrainisch Wassylkiw)

## Statistik
Bei der Volkszählung 1897 hatte das Gouvernement 3.559.229 Einwohner. Davon waren 2.819.145 Kleinrussen (Ukrainer), 430.489 Juden, 209.427 Russen, 68.791 Polen und 14.707 Deutsche. Daneben gab es kleinere Gruppen von Weißrussen, Tataren und Tschechen.
Die Ernte ergab 1902 759.000 Tonnen Weizen, 747.000 Tonnen Roggen, 403.000 Tonnen Hafer, 185.000 Tonnen Hirse, 148.000 Tonnen Gerste und 82.000 Tonnen Buchweizen. Daneben wurden jedoch auch Hanf und Lein, Gemüse, Obst, Tabak und besonders Zuckerrüben angebaut. In dieser Agrikultur war das Gouvernement Kiew in ganz Russland führend. 1902 wurden 2270 Millionen kg Rüben geerntet. Der Viehbestand war ansehnlich; man zählte 1902 612.160 Stück Rindvieh, 911.000 grobwollige und 6000 feinwollige Schafe, 425.400 Schweine und 21.700 Ziegen. Die Pferdezucht wurde 1901 in 88 Gestüten betrieben, die vor allem gute Reitpferde lieferten. Im ganzen Gouvernement zählte man 420.600 Pferde. Die Industrie war kräftig entwickelt. 1895 gab es 654 gewerbliche Einrichtungen mit über 40.000 Arbeitern und einem Produktionswert von 80 Millionen Rubel. Über die Hälfte entfiel davon auf die Zuckerindustrie, dem weitaus wichtigsten Gewerbszweig. Daneben bestanden zahlreiche Mühlen, Branntweinbrennereien und Tabakfabriken, in der Stadt Kiew auch Maschinenfabriken. Die wichtigsten Ausfuhrartikel des Gouvernements waren Korn und Zucker.